# Military
Military er den danske betegnelse for en gammel militær gren indenfor ridesporten, som sætter hesten på prøve i udholdenhed og mod, og rytteren i mod og kundskaben i at mestre sin hest.

## Disciplinen
Military er inspireret af de krav, der stilles til en militær ordonnans for at bringe ordrer sikkert frem i felten.
Stævner afvikles på op til tre dage. Et militarystævne er tredelt: Dressur, ridebanespringning og udholdenhed. Rækkefølgen kommer an på, hvor mange dage stævnet strækker sig over.
- 1 dag: Dressur, spring og udholdenhedsridt.

- 2 dage: Dressur og enten spring eller udholdenhedsridt første dag og på andendagen udholdenhedsridt eller spring.

- 3 dage: Dressur første dag. Anden dag spring og på tredje dag udholdenhedsridt. Det kan være omvendt med udholdenhedsridt først og spring senere.

De fleste forbinder military med udholdenhedsridtet. I udholdenhedsridt er der fire måder at ride på:
- A. Landevejsridt: En afstand som rides i trav og kort galop med en fart på 220 m/min.
- B. Steeplechase: Galop I meget højt tempo (600 m/min) over forhindringer
- C. Landevejsridt: 220 m/min, næsten det samme som A.
- D. Terrænbane: med naturlige og faste forhindringer.

I de fleste stævner er det kun D, der bliver redet.
Stævnet afgøres ved strafpoint fra dressuren og fejl fra terrænridningen og spring. Strafpoint og fejl lægges sammen, og den, der har færrest strafpoint, vinder konkurrencen.

## Udstyr
Rytteren bærer ridehjelm og ridevest (en vest, der beskytter overkroppen mod hårde stød). Hesten har normalt udstyr på til hhv. spring og dressur. Hesten bærer gamacher og klokker, der beskytter hestens ben og hove. Hesteskoene kan få skruet brodder mordax i, så den bedre kan stå fast i terrænet.
Dressurprøven rides stort set efter de samme regler som dressurstævner. Springningen rides som hovedregel efter metode A, på bestemt tid, og rytteren får minuspoint, hvis han overskrider den. Han bliver også idømt fejl, hvis hesten refuserer (tøver) eller river bomme ned.
Forhindringerne på terrænbanen og springbanen er markeret med røde flag (højre) og hvide flag(venstre). Det hjælper en til at vide, fra hvilken side forhindringen skal springes.
I Der vil også være numre ved de enkelte forhindringer, så man ved, i hvilken rækkefølge man skal springe.
Forhindringerne er faste: de falder ikke ned som bommene på springbanen. Det kan medføre styrt, hvis hest og rytter sidder fast i springet.
Hvis der afvikles flere klasser samtidigt, får hver klasse sin farve markeret på forhindringerne.
Ekvipagen (hest og rytter) diskvalificeres ved to refuseringer på samme spring eller refusering på fire forskellige spring. Første refusering giver 20 fejlpoint, anden refusering 40 fejlpoint og ved tredje refusering bliver rytteren diskvalificeret.
Hvis rytteren falder af hesten,eller de styrter, bliver de diskvalificeret.
Det mest kendte militarystævne (three day event) afholdes i parken på godset Badminton i England.